# Kanic zlatohřbetý
Kanic zlatohřbetý (Caesioscorpis theagenes) je paprskoploutvá ryba z čeledi Caesioscorpididae.
Druh byl popsán roku 1945 ichtyologem Gilbertem Percym Whitleyem.

## Popis a výskyt
Maximální délka ryby je 14 cm.
Štíhlé stříbřité tělo se stříbřitě zelenožlutým hřbetem, hřbetní a ocasní ploutví.
Byla nalezena ve vodách východního Indického oceánu: jedná se o endemitní druh na západním pobřeží Austrálie. Obývá korálové a skalnaté útesy.